# Distretto di Qianjin
Il distretto di Qianjin (前进区S, Qiánjìn QūP) è un distretto della Cina, situato nella provincia di Heilongjiang e amministrato dalla prefettura di Jiamusi.